# Mimozemšťané a hvězdy
Mimozemšťané a hvězdy je název českého výboru z vědeckofantastických povídek německého (NDR) spisovatele Erika Simona. Knihu vydalo roku 1990 nakladatelství Albatros jako 191. svazek své edice Knihy odvahy a dobrodružství. Výbor uspořádal Ivo Železný, povídky přeložila Jitka Soukupová. 
Výbor je rozdělen do tří oddílů:
- Mimozemšťané, jedenáct povídek,
- Hvězdy, s podtitulem Příběhy hrdinů vesmíru, šest povídek,
- Mezi Zemí a Měsícem, triptych.

## Seznam a obsah povídek výboru

### Mimozemšťané
- Dárek (Das Geschenk), ze sbírky Mondphantome, Erdbesucher (1987, Měsíční fantomy, návštěvníci Země). V povídce zanechá prastarý hvězdný národ Kupců na Zemi z reklamních důvodů jako dárek zboží, které si omylem objednala planeta jménem Kalmárie a nemá pro ně využití. Tímto dárkem je Měsíc.
- V noci na planetě vzdálené dvanáct parseků od Dzirry (Nachts auf dem fremden Planeten, zwölf Parsec von Dsirra entfernt), ze sbírky Fremde Sterne (1979, Cizí hvězdy). Na planetě vzdálené dvanáct parseků od jejich rodné planety ztroskotá kosmická loď. Dva kosmonauti havárii přežijí a ve skafandrech se snaží zjistit, zda na planetě neexistuje inteligentní život, který by jim zajistil prostředí pro dýchání. Najdou sice inteligentní bytosti, ale na beznadějně primitivním stupni kulturního vývoje, jak nazí sedí okolo ohně a něco drží nad ním na klaccích. Spáchají proto sebevraždu. Netuší, že jde o skupinu pozemských vodáků, kteří si suší své oblečení, když převrátili svůj člun.
- Marťani přirozeně neexistují (1975, Marsmenschen gibt's natürlich nicht), časopisecky v Das Magazin. Dr. Areson přesvědčivě dokáže nemožnost existence vysoce vyvinutého mimozemského života uvnitř naší sluneční soustavy. Jde přitom o Marťana tajně vyslaného na Zemi, aby zdržel vyslání kosmické lodi k Marsu, protože doba pro navázání vzájemných kontaktů není ještě dostatečně zralá.
- Cherubíni a kolo (Die Cherubim und das Rad), ze sbírky Fremde Sterne (1979, Cizí hvězdy). U záhadologa, který se na základě vidění proroka Ezechiela o čtyřech ohnivých bytostech s křídly a na kolech snaží dokázat, že Zemi navštívili v minulosti mimozemšťané, se objeví podivný návštěvník, který se mu jeho činnost snaží rozmluvit. Je to představitel mimozemšťanů, kteří se snaží zabránit odhalení svých zásahů do pozemského života. Návštěvník zanechá v bytě spisovatele stopy, ale ty ráno setře spisovatelova manželka při úklidu.
- Sběratel (1979, Der Sammler), časopisecky v magazínu Temperamente. Mimozemská civilizace vyšle na Zemi expedici specializovaných kybernetických strojů, které mají za úkol v nějaké co možná řídce osídlené oblasti prozkoumat geologii, flóru a faunu planety a nasbírat nějaké vzorky. V Kazachstánu robot objeví podivné dvojhlavé zvíře se šesti končetinami, které ještě ve sbírce expedice není. Vtáhne je proto do přijímacího kontejneru, tam se však zvíře záhadně změní ve dvě bytosti. Dvojnohá je vyhodnocena jako představitel místní inteligentní rasy a je okamžitě propuštěna. Protože čtyřnohou bytost již ve sbírce expedice má, je propuštěna i ona. Geolog Mykola Severdenko se probere a nic si nepamatuje. Pak s ulehčením najde svého koně a pokračuje na něm v cestě. Mimozemský robot náhle opět objeví ztracené šestinohé zvíře a vydá se jej ulovit.
- Dobrý skutek Hefa Hasita (Hep Hasits gute Tat), ze sbírky Mondphantome, Erdbesucher (1987, Měsíční fantomy, návštěvníci Země), povídka o mimozemšťanech, kteří se vydali ze své planety na Zemi, aby zde vyráběli antihmotu, protože doma byla její výroba jako nebezpečná zakázána. Usídlili se na velkém ostrově, který nápadně připomíná Atlantidu. Důvodem je to, že ostrov leží uprostřed velkého moře, takže kdyby zde došlo k nějaké katastrofě, ostatní obyvatelstvo Země by to sotva postřehlo.
- Několik užitečných fakt o planetě Ikaru (Wissenswertes über den Planeten Ikaros), z antologie Begegnung im Licht (1976, Setkání ve světle). Při návratu od Betelgeuze navštíví pozemská expedice dvojhvězdu Orn, aby prozkoumali podivnou planetu Ikar. Našli však pouze její trosky. Ikar byla ve skutečnosti dutá koule naplněna silně stlačenými plyny (dusíkem, kyslíkem, kysličníkem uhličitým a těžkými vzácnými plyny). Uvnitř této dutiny pak žili inteligentní obyvatelé planety. Příčinu katastrofy se nepodařilo přesvědčivě vysvětlit, vypravěč povídky však nastiňuje teorii, že jeden z Ikařanů přišel na myšlenku, že jejich svět asi není celý vesmír, že horninový obal asi někde končí a že za ním třebas existuje ještě něco jiného. Když se pak Ikařané prokopali ven, vnitřní atmosféra v důsledku vysokého tlaku unikla do vesmíru což způsobilo, že se planeta svou vlastní tíhou zhroutila.
- Riddhané (Die Riddhaner), ze sbírky Fremde Sterne (1979, Cizí hvězdy). Na planetě Riddh u hvězdy Epsilon Indi zachytili signál z vesmíru, který se podařilo rozluštit. První část signálu obsahovala matematické symboly a rovnice, druhá část vysvětlovala způsob myšlení odesilatelů signálu a základy jejich jazyka, ve třetí části se Riddhané dozvěděli, že signál přišel ze třetí planety slunce, které měli přesně zakreslené ve svých hvězdných atlasech. Předpokládali samozřejmě, že také poslední čtvrtá část signálu musí obsahovat něco důležitého, ale nedovedli si ji vysvětlit, protože zněla „Coca-cola is the best drink in the Universe! Drink Coca-cola!"
- Černé zrcadlo (1983,  Der schwarze Spiegel), z antologie Wege zur unmóglichkeit (1983, Cesty k nemožnosti). Riddhané (viz předcházející povídka) navázali se Zemí kontakt a druhá jejich výprava měla na palubě vynález, který Riddhané chtěli lidstvu darovat. Bylo to vlastně perpetum mobile tvořené jednostranným ideálním černým zrcadlem, jehož druhá stana chyběla a její prázdnota vše pohlcovala. Byl to nekonečný zdroj energie využitelný například pro mezihvězdné lety. Lidé jsou nadšeni, ale Riddhané mají velké obavy, že lidé do černé prázdnoty postupně nahází celý vesmír.
- Pozorovatel (Der Beobachter), ze sbírky Fremde Sterne (1979, Cizí hvězdy). Mladík, který si čte ve vlaku sci-fi příběh, ve kterém je lidstvo infiltrováno špióny se zářivě žlutýma až oranžovýma očima, zjistí, že zrovna takový muž sedí proti němu v kupé.
- En route (En route), ze sbírky Fremde Sterne (1979, Cizí hvězdy). Při náhodném setkání pozemského a mimozemského hvězdoletu obě dvě posádky zfalšují svůj kurs, aby druhá civilizace nemohla najít jejich domovskou planetu. Tak skončí první setkání pozemšťanů s mimozemskou civilizací.

### Hvězdy
- Průkopník (Der Bahnbrecher), ze sbírky Fremde Sterne (1979, Cizí hvězdy). Povídka vypráví o průkopníkovi setkání s mimozemskými civilizacemi Marku Teslerovi a má tři různé konce, z nichž první dva líčí Teslerovo nalezení mimozemské kosmické lodi a jeho následné zmizení a třetí je založen na tom, že Tesler setkání zfalšoval, když zjistil, že místo mimozemského lodi našel zbloudilou pozemskou průzkumnou sondu a že již není schopen vrátit se zpět na Zem.
- Hovory cestou (Gespräche unterwegs), ze sbírky Fremde Sterne (1979, Cizí hvězdy). Povídka vypráví o cestě k Alfa Centauri dlouhé čtyřiatřicet let, která se vůbec nekonala, protože byla z vědeckých důvodů fingována, aby se zjistilo, jak při nich bude reagovat posádka a zda jsou tedy mezihvězdné lety v principu vůbec realizovatelné.
- Hvězdy (Die Sterne), ze sbírky Fremde Sterne (1979, Cizí hvězdy). Povídka líčí byrokratickou organizaci stanic kosmických telekomunikací a Ústředního institutu kosmonautiky. Pracovníci jedné z nich zachycený signál z vracející se Jedenácté mezihvězdné expedice zatají, aby se nepřišlo na to, že jej získali díky porušení pravidel při nastavování antény. Pracovníci druhé na základě formy signálu zjistí, že je zcela evidentně umělého původu, považují jej za zprávu mimozemské civilizace, kterou je nutno dešifrovat. Kontaktují proto Ústřední institut kosmonautiky, tam však končí pracovní doba, takže se to pověřený pracovník dozví až druhý den ráno z papírku na svém stole. Podle místa vyslání signálu dojde pracovník ke správnému závěru, že jde o zprávu vracející se Jedenácté mezihvězdné expedice, a začne s dalšími spolupracovníky z různých oddělení a institutů organizovat rozsáhlé přípravy pro přijetí a resocializaci účastníků expedice. Když je vše v plném proudu, podnikne tým zúčastněných pracovníků pokus a pustí si signál místo přes počítač přes obyčejný mikrofon. Text se ukáže jako jasně srozumitelný. Jde o zprávu o tom, že při zpátečním letu loď expedice havarovala.
- Clivia Nemanová (Clivia Neman), ze sbírky Fremde Sterne (1979, Cizí hvězdy). V povídce se vypráví o manželce kosmonauta, která se nechá zmrazit, aby počkala sto čtrnáct let na návrat svého manžela z cesty do vesmíru. Výprava se vrátí, ale jediný, kdo zahynul, je její muž.
- Průzkumník (Der Kundschafter), ze sbírky Fremde Sterne (1979, Cizí hvězdy). V Muzeu astronautiky často vypráví jeden starý hlídač příběh jednoho exponátu, kterým je zachovalý jednomístný hvězdolet. Příběh spočívá v tom, že na cizí planetě vzdálené mnoho světelných let od rodné sluneční soustavy očekává průzkumník přílet zásobovací rakety, protože let hyperprostorem spotřebová obrovské množství energie. Když se již vzdává naděje a myslí si, že se bude muset vrátit podsvětelnou rychlostí pomocí gravitačního pohonu, což by trvalo 48 let, raketa se objeví. Protože ale vykazuje značné poruchy, průzkumník jí stáhne na planetu pomocí umělých gravitačních polí a dojde přitom k havárii. Pak průzkumník zjistí, že jde o kosmickou loď jiné civilizace. Najde v ní cizince, kterému řídící pult rozdrtil obě nohy nad koleny. Snaží se jej zachránit, uloží jej proto do jednomístné hypotermické komory své lodi, která udržuje cizincovy životní funkce, a vydá se podsvětelnou rychlostí k cizincově sluneční soustavě vzdálené od planety stejně daleko jako průzkumníkova rodná dvojhvězda. Protože se při dlouhém letu nemůže do hypotermické komory uložit, bere drogy, které ho uvádějí do dlouhého spánku, přičemž je téměř jisté, že jej zahubí. Lidé jsou přesvědčeni, že si hlídač, který má místo nohou protézy, většinu příběhu sám vymyslel, protože mimozemský astronaut, který dostal jméno Spáč, krátce po příletu do naší sluneční soustavy zemřel. Lidstvo však převzalo z jeho lodi hyperprostorový pohon a kosmické lety se tak staly běžnou záležitostí.
- Dioráma (Das Diorama), ze sbírky Fremde Sterne (1979, Cizí hvězdy). Vypravěč povídky popisuje svou návštěvu Muzea astronautiky, kde je dioráma, které zobrazuje snahu robotické posádky nalézt významného automatického průzkumníka, který při návratu na Zem ztroskotal na druhé planetě hvězdy Arcturus. Záchranná mise splnila svůj úkol, ale všichni roboti až na jednoho byli přitom zničeni. Průvodce v muzeu při svém výkladu však přisuzuje robotům lidské vlastnosti a hovoří o tom, jak hrozně se musel asi cítit robopilot pevně spojený s komickou lodí, kterou proto nemohl opustit, když ostatní roboti venku „hynuli“. Netuší, že na lodi žádný robopilot nebyl, že velitelem lodi byl vypravěč povídky.

### Mezi Zemí a Měsícem
- Mezi Zemí a Měsícem (Zwischen Erde und Mond: Ein Triptychon), ze sbírky Mondphantome, Erdbesucher (1987, Měsíční fantomy, návštěvníci Země), triptych:
  - Prolog na Měsíci (Prolog auf dem Mond). Na měsíční stanici hovoří skupina astronautů o různých variantách příběhů, kdy v kosmu dojde nějaké skupině lidí kyslík. Technik stanice míní, že se takového ještě nikdy nestalo, a ani se nemůže stát při všech zabudovaných pojistkách.
  - I. Pasažér (I. Der Passagier). Vypravěč první části triptychu Sven Talev letí ve dvojmístné lodi na Měsíc vystřídat onemocnělého selenologa. Závadou v regulační soustavě však loď přijde o skoro veškerou zásobu kyslíku. Zbytek v malé kabině postačuje společně s rezervami ve skafandrech asi na tři a půl hodiny, na Měsíc však loď dorazí teprve za pět hodin. Díky nepřirozenému klidu pilota Vasca Carducciho, dojde Sven k závěru, že jde o test jeho chování. Proto ani on nijak nepanikaří. Řídicí středisko z Nairobi nasměruje loď k objektu, který již léta bez posádky krouží ve větší vzdálenosti od Měsíce, protože ho už vůbec nikdo nepotřebuje. K němu loď stihne ještě včas doletět a posádka si odtud převezme kyslík. Teprve po přistání na Měsíci Sven pochopí, že o žádný test nešlo.
  - II. Zodpovědní (II. Die Verantwortlichen). V druhé části triptychu jsme svědky poplachu v řídícím středisku v Nairobi, když se dozví o havárii regulační soustavy lodi s pilotem Carduccim a pasažérem Talevem, která má za následek nedostatek kyslíku pro let. Velitel kosmodromu Richard Hont při spojení s lodí zdůrazňuje Carduccimu, že má úkol dostat loď na Měsíc a přivézt nemocného selenologa zpět. Naznačuje tím, že jednomu z nich by kyslík vystačil a kdo by to měl být. Operátor střediska Nathaniel Okello si vzpomene na dávno nepoužívanou orbitální jednotku, která již léta krouží bez posádky ve větší vzdálenosti od Měsíce a ke které by Carducciho loď stačila doletět. Všichni kromě Honta plán podpoří, pouze Hont jej považuje za nesmysl a nevěří v jeho uskutečnění. Je přesvědčen, že díky snaze zachránit celou posádku oba kosmonauti zahynou a cíl letu nebude splněn. Přes naprosto mizivou šanci na úspěch se ale plán povede.
  - III. Pilot (III. Der Pilot). Vypravěčem závěrečné části triptychu je pilot Carducci. Ten je udiven Talevovým klidem po oznámení, že jím kyslík do přistání na Měsíc nevystačí. Carduccimu je jasné, že z nich dvou musí přežít on, protože Talev by na Měsíci s lodí stejně nedokázal přistát. Domnívá se, že to Talev pochopí sám a vyvodí z toho příslušné závěry, ale ten to neudělá. Carducci se nevzchopí k tomu, aby mu to vysvětlil a případně ho donutil k sebevraždě čí ho dokonce usmrtil sám. Považuje to za své osobní selhání, kterým ohrozil celé poslání letu, a dojde k závěru, že nemá v kosmu co pohledávat. Změní proto povolání a stane se hlavním dispečerem v jedné částečně kybernetizované textilní továrně.